# RD Jadran Hrpelje-Kozina
Maillots
Le RD Jadran Hrpelje-Kozina est un club de handball slovène basé à Hrpelje-Kozina.

## Histoire
Le club a changé plusieurs fois de nom au cours de son histoire :
- RK Hrpelje (1965–1966)
- RK Jadran (1966–1982)
- RK Astra Jadran (1982–1992)
- RK Andor Jadran (1992–1994)
- Primorske novice Jadran (1994–1996)
- RK Jadran (1996–2000)
- RK Pivka Perutninarstvo (2000–2003)
- RK Gold Club (2003–2009)
- RD Jadran Hrpelje-Kozina (depuis 2009)

## Palmarès
Compétitions nationales
- Championnat de Slovénie
  - Deuxième : 1993, 1995, 2006
  - Troisième : 1992, 1994
- Coupe de Slovénie (1)
  - Vainqueur : 2005
  - Finaliste : 2006, 2008